# Centre-Ouest tunisien
Le Centre-Ouest tunisien (arabe : الوسط الغربي) est une région du centre de la Tunisie.

## Géographie
La région Centre-Ouest regroupe administrativement trois gouvernorats, ceux de Kairouan, de Sidi Bouzid et de Kasserine.